# Arzon (rzeka)
Arzon – rzeka we Francji, przepływająca przez tereny departamentów Puy-de-Dôme oraz Górna Loara, o długości 43,8 km. Stanowi lewy dopływ rzeki Loary.